# 松尾和美 (歌手)
松尾 和美（まつお かずみ　本名同じ、1965年12月19日 - ）は日本の歌手、ラジオパーソナリティー。福岡県福岡市博多区出身。私立明治大学付属中野高等学校夜間部卒業。A型。所属芸能事務所はリップス・プロモーション。

## プロフィール
幼少時から歌には興味があり、日本テレビ系で放送されていた人気子供番組『おはよう!こどもショー』内で、大村崑が司会を担当していた歌のコーナーである『こんちゃんのトンカチ歌自慢』に出場した。
1983年、18歳の時親の意向にで作曲家・船村徹の門下生となり、同年に「釧路川」で日本クラウンからデビューした。同時に演歌アイドル歌手（演ドル）としても活躍する。レコード会社との契約が終了する1992年までの9年間で、合計7枚のシングルを発売した。歌手活動の傍らタレントやラジオパーソナリティーで活躍し、他にも探偵業に従事したこともあった。
2005年5月に、13年振りの新曲となるシングル「哀愁ベイ・ロード」を発売。
2012年6月には、デビュー30周年を記念してベストアルバムが発売された。
現在は歌手としてプロモーションやライブ活動を定期的に行っており、ラジオ番組にゲスト出演するなど幅広く活動している。

## シングル
1.、3.〜7.は日本クラウンのクラウン・レコード・レーベルから、2.は日本クラウンのパナム・レーベルから、8.はフリーボードのフリーボード・レーベルから発売されている。
1. 釧路川（1983年5月21日、CWA-174）
  - 作詞：園部甲治 補作詞：新本創子 作曲：船村徹 編曲：丸山雅仁
  - NHK釧路放送局開局50周年記念曲であり、作詞の方は一般公募されている[2]。
  - B面の「白馬のルンナ」は船村の過去の作品から録音することになり、当時の所属事務所である社長と松尾本人で選曲した[3]。
2. 恋人たちの島 / 不思議なグラビテーション（1984年6月20日、CWP-46）
  - 作詞：福田三月子 作曲：山下透 編曲：山屋清
  - 作詞者は、後に真名杏樹としても数々のヒット作品を手掛けた船村徹の実娘であり、作曲した山下透は数多くの楽曲を手掛けた山下毅雄の次男である[4]。当時、ジャケット写真は逗子マリーナの方で撮影された[5][6]。
3. 酔っぱらっちゃった（1985年2月21日、CWP-278）
  - 作詞：千家和也 作曲：浜圭介 編曲：長谷川英郎
  - オリジナルは1982年に発売された内海美幸のシングルのカヴァーで、B面はカラオケ。
  - この作品の発売が縁で、千家和也・作詞、伊藤薫・作曲により2曲制作されるが、シングルA面としての発売には至らず。このうちの1曲「殿方よお戯れはなし」の歌詞は一部改詞され、松尾と同じ船村門下生である香田晋のシングルとして1999年に発表された[7]。
4. めいっぱいのラブ･コール （1987年7月21日、CWA-423）
  - 作詞：大矢弘子 作曲：井上かつを 編曲：武市昌久
  - この曲発売の年から2005年頃まで、18年以上の長期間に渡り担当したマネージャーと活動を共にし、精力的なプロモーション活動が展開されている[8]。
5. えらいこっちゃで（1989年7月21日、CWA-522）
  - 作詞：多田宗之介 作曲：宮路オサム 編曲：伊戸のりお
  - この曲とB面「ウィークエンド」の作詞、作曲者は共に殿様キングスのメンバー。当時レギュラー番組で共演していた。
  - 編曲者はこの後に氷川きよしの一連の編曲・作品等で一躍名が知られるが、これは当時ヤマハ音楽振興会所属だった伊戸と、クラウンレコードが初めて仕事をする中で制作された数曲の内の一曲である。なお、伊戸が編曲した初のヒット曲であるオヨネーズの「麦畑」は、翌年の1990年の作品であった[9][10]。
6. あなたと歩いたヨコハマ（1991年3月21日、CRDN-72/CRSN-72）
  - 作詞：みなみらんぼう 作曲：秋山豊 編曲：高田弘
  - オリジナル曲は、1974年にクラウンレコードから発売予定であった歌手[11] のシングルである。しかし歌手の都合でプロモーションが中断し、レコードの発売は中止された[12]。
  - 新たに着任したディレクターと当時の宣伝担当が当時この曲に携わっており、志半ばにして断たれた無念を晴らすべく改めて松尾に歌わせ、発売したこの曲が第1弾として選ばれている[13]。
7. 宗右衛門町ブルース / 花散る里（1992年6月21日、CRDN-136/CRSN-136）
  - 作詞：平和勝次 作曲：山路進一 編曲：小杉仁三
  - オリジナルは1972年平和勝次とダークホースのシングルである。
  - この曲をリリースした後になるが、レコード会社に対してプロモーション体制への不信感が持ち上がり、松尾側の方から契約の打ち切りを通告した[14][15]。
  - B面「花散る里」は、瀬川瑛子が出した2006年のシングル「花散里」とは別の曲である。
8. 哀愁ベイ・ロード（2005年5月25日、FBCM-35）
  - 作詞：足立貞敏 作曲：トーダ幹 編曲：宮本光雄
  - 発売前の新譜案内に掲載されていたタイトルは「あまのじゃくの子守歌」だったが、発売時には「酔いぐれ子守唄」として2曲目に収録された「哀愁ベイ・ロード」がタイトル曲に昇格という形になっている。

## ラジオ番組
- 午後のえんかBOX（長崎放送月～金、午後。1990年代前半〜）
- 歌の交差点〜歌の探偵団〜（ミュージックバード、毎週火曜 19:00-20:00。1999年7月〜）
- それ行け！歌謡道中（ラジオ日本、毎週土曜日0:00〜1:00[16]）
- 夏木ゆたかのホッと歌謡曲 - ゲスト出演。
- 日野ミッドナイトグラフィティ 走れ!歌謡曲 - ゲスト出演。